# Саманта Фокс
Саманта Карен „Сем” Фокс (енгл. Samantha Karen „Sam” Fox; Лондон, 15. април 1966) енглеска је поп певачица и бивши фото-модел. 1983. када је имала 16 година започела је своју каријеру фото-модела за британске новине The Sun, касније поставши популарна пин-ап девојка. Године 1996. се сликала за октобарско издање часописа "Плејбој". Године 2008. је изгласана, од стране читалаца једног британског таблоида, за најбољу „девојку са дуплерице“ свих времена.
Средином 80-их година је прешла на музику објавивши први сингл "Touch Me (I Want Your Body)", који је постао велики хит широм света. Од тада је продала преко 30 милиона албума, а њена три сингла су се налазила на листи 10 најслушанијих песама у САД и у Уједињеном Краљевству. Године 1995. је покушала да обнови своју музичку каријеру учествујући на националном избору представника за "Песму Евровизије", али је њена песма заузела четврто место. Са италијанском певачицом Сабрином Салерно је 2010. снимила обраду песме групе Блонди "Call Me".
Саманта Фокс се такође појавила у неколико филмова и ријалити ТВ емисија, а повремено је радила и као водитељка. У априлу 2007. године била је специјални гост на манифестацији Дани естраде која се одржавала у хали „Младост“ у Атеници код Чачка.
Након неколико година спекулација на рачун њене сексуалне оријентације, 2003. је објавила да је у емотивној вези са својом менаџерком Мајром Стратон. Објавила је шест студијских албума, а најпознатији музички хитови су јој:
- ")" (1986)
- "" (1986)
- "" (1987)
- "" (1988)
- "" (1988)
- "" (1998)

## Дискографија
- 1986: Touch Me
- 1987: Samantha Fox
- 1988: I Wanna Have Some Fun
- 1991: Just One Night
- 1998: 21st Century Fox
- 2005: Angel with an Attitude